# Charles Piot
Pour les articles homonymes, voir Piot.
Guillaume-Joseph-Charles Piot, connu sous le nom de Charles Piot, né à Louvain le 17 octobre 1812 et mort à Saint-Gilles (Bruxelles) le 28 mai 1899, est un historien, archéologue, archiviste et numismate belge.

## Biographie
Il obtient son diplôme de docteur en droit en 1834 auprès de l'Université d'État de Louvain. Charles Piot est élu correspondant à l'Académie royale des sciences, des lettres et des beaux-arts de Belgique dans la classe des Lettres et des Sciences morales et politiques, le 10 mai 1875 et en devient membre le 5 mai 1879. Il en est élu président et directeur de sa Classe en 1885. Il est archiviste général du Royaume de 1886 à 1897. Il est membre de la Société des agathopèdes. Bon dessinateur, il est également passionné par la musique.

## Publications
Charles Piot est l'auteur de nombreuses publications académiques.